# NRK
A NRK (abreviação em norueguês: Norsk rikskringkasting AS, geralmente expressada como Corporação Norueguesa de Radiodifusão) é a empresa de radiodifusão pública de rádio e televisão de propriedade do governo norueguês e a maior organização de mídia da Noruega. Todos os outros canais de TV privados, transmitidos da Noruega, foram proibidos de 1960 até 1981. A NRK transmite três canais nacionais de televisão e três canais de rádio nacionais em televisão digital terrestre, rádio digital (DAB) e televisão por assinatura, alcançando quase todo o território do país. Todas as estações de rádio da NRK também são transmitidas no site NRK.no, que também oferece um extenso serviço de TV. A NRK é um membro fundador da União Europeia de Radiodifusão.

## Financiamento
Até o início de 2020, cerca de 94% do financiamento da NRK vinha de uma taxa de licença anual obrigatória paga por qualquer pessoa que possui ou usa uma TV ou dispositivo capaz de receber transmissões de TV. O restante era proveniente de atividades comerciais, como vendas de programas e DVDs, produtos derivados e certos tipos de patrocínio. A receita das licenças da NRK em 2012 foi de mais de 5 bilhões de coroas norueguesas. No outono de 2015, o governo anunciou que planejava mudar a forma como o NRK é financiada. Em parte, isso foi uma reação ao declínio da propriedade de TVs na Noruega. Desde o início de 2020, o financiamento da NRK é um item do orçamento nacional e os custos são cobertos pela tributação de cada indivíduo responsável por impostos sobre o rendimento na Noruega.

## História
A Kringkastningsselskapet A/S, uma empresa privada e predecessora da NRK, iniciou regularmente as transmissões de rádio na Noruega em 1925. A própria NRK foi fundada em 1933. Com base em um modelo semelhante ao da BBC e localizada em Oslo, foi uma substituta para as estações de rádio privadas em cidades maiores. Até 1996, a NRK era totalmente controlada pelo Estado norueguês, porém nesse ano a emissora passou a ser uma empresa de capital aberto. A emissora inicialmente planejou cobrir todo o país e teve o monopólio da radiodifusão na Noruega por vários anos. Esse monopólio foi gradualmente dissolvido a partir da introdução da TV a cabo em 1982 e da TV por satélite em 1986 (o lançamento da TV3 em 1987 e da TVNorge em 1988) e finalmente com o lançamento do segundo canal em TV aberta TV2, em 1992, o monopólio da radiodifusão televisiva na Noruega terminou.

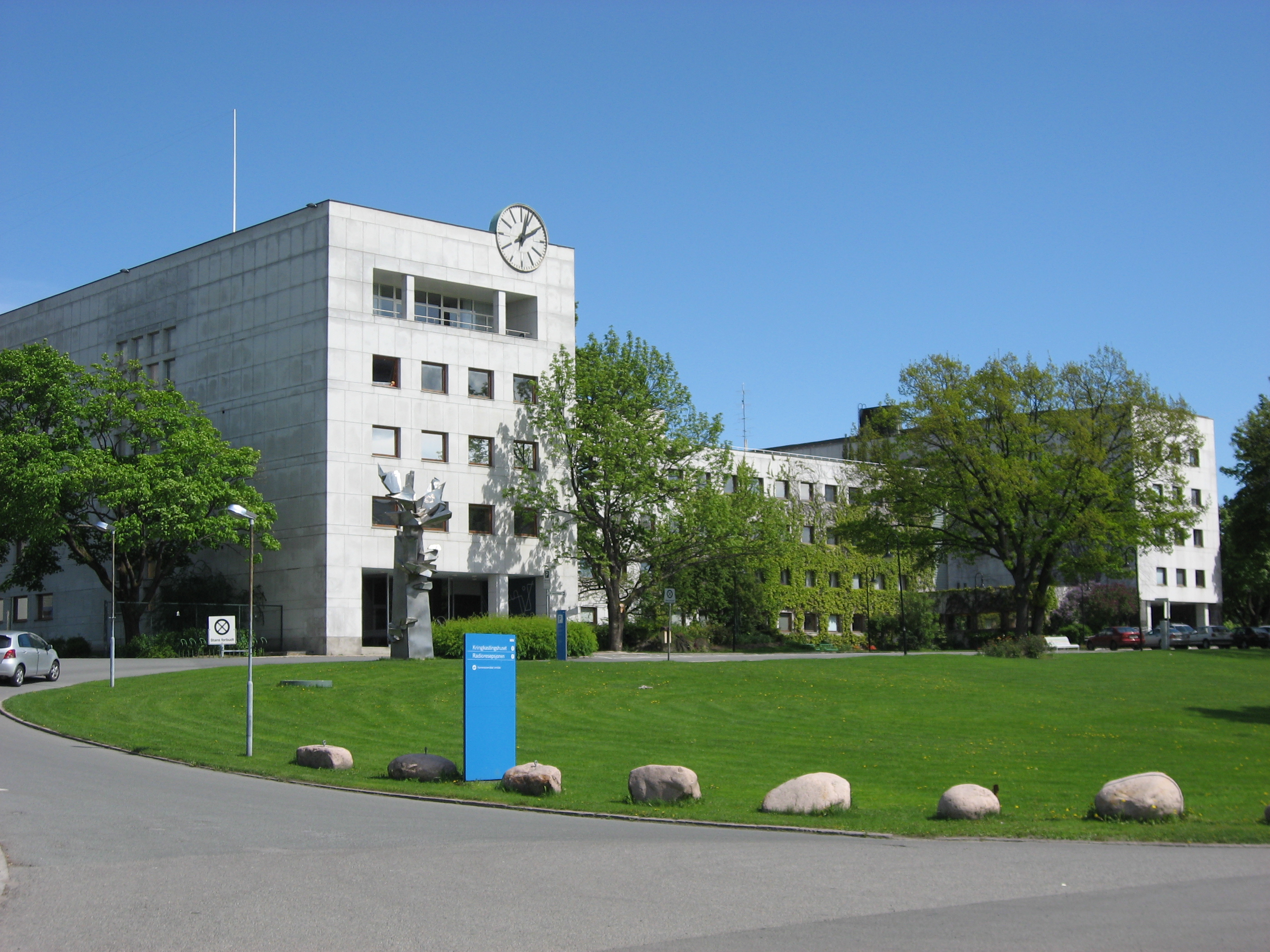
Sede da NRK Marienlyst.

Durante a ocupação alemã nazista, os transmissores noruegueses foram usados para transmitir a propaganda de guerra nazista alemã para o norte da Europa (particularmente a Escócia e a metade norte da Irlanda, onde a rota marítima assegurava um bom sinal) e a Escandinávia. A emissora foi forçada a se transferir para o seu escritório em Londres, de onde o jornalista Toral Toralv Øksnevad transmitia o programa "Stemmen fra London" ("A Voz de Londres"). As transmissões, em sua maioria codificadas, transformaram a emissora em símbolo da resistência norueguesa. Antes da ocupação nazista alemã, a NRK também havia sido parcialmente financiada por comerciais.

Após a Segunda Guerra Mundial, a NRK retornou ao seu perfil anterior. Durante a década de 1950, a rádio passou a ter programas musicais e também a ter emissoras regionais em várias partes do país. Nessa época, a NRK foi uma das 23 organizações fundadoras da União Europeia de Radiodifusão, fundada em 1950. Durante os primeiros trinta anos da sua existência, a NRK foi praticamente uma emissora de rádio. Porém, em 1954, começaram as primeiras transmissões de televisão, em caráter experimental. A inauguração de seus estúdios de televisão foi em 20 de agosto de 1960. Doze anos mais tarde, em 1972, foram realizados os primeiros testes da televisão em cores no país, e as transmissões regulares começaram três anos mais tarde em 1975.

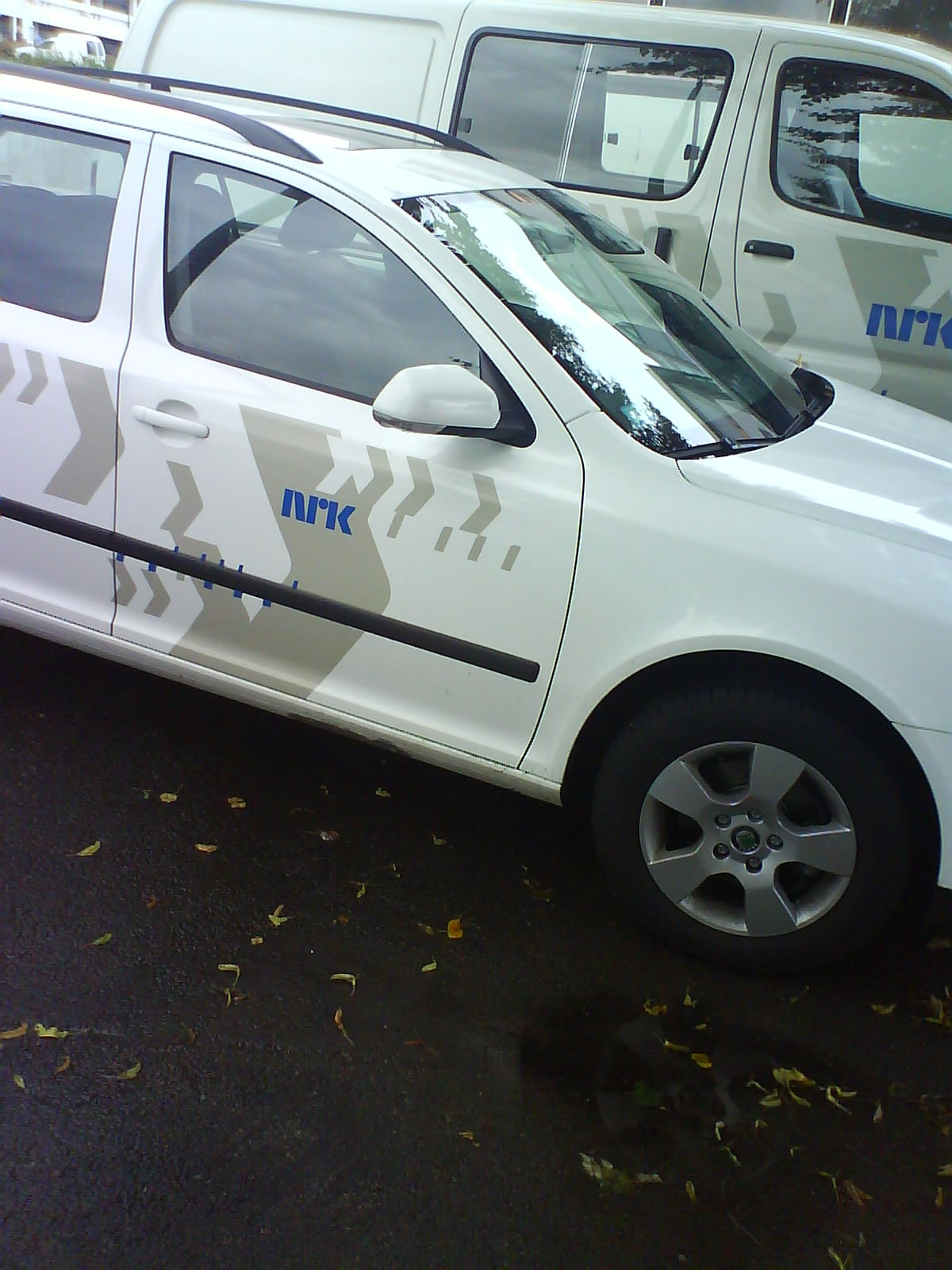
Carro de reportagem da NRK.

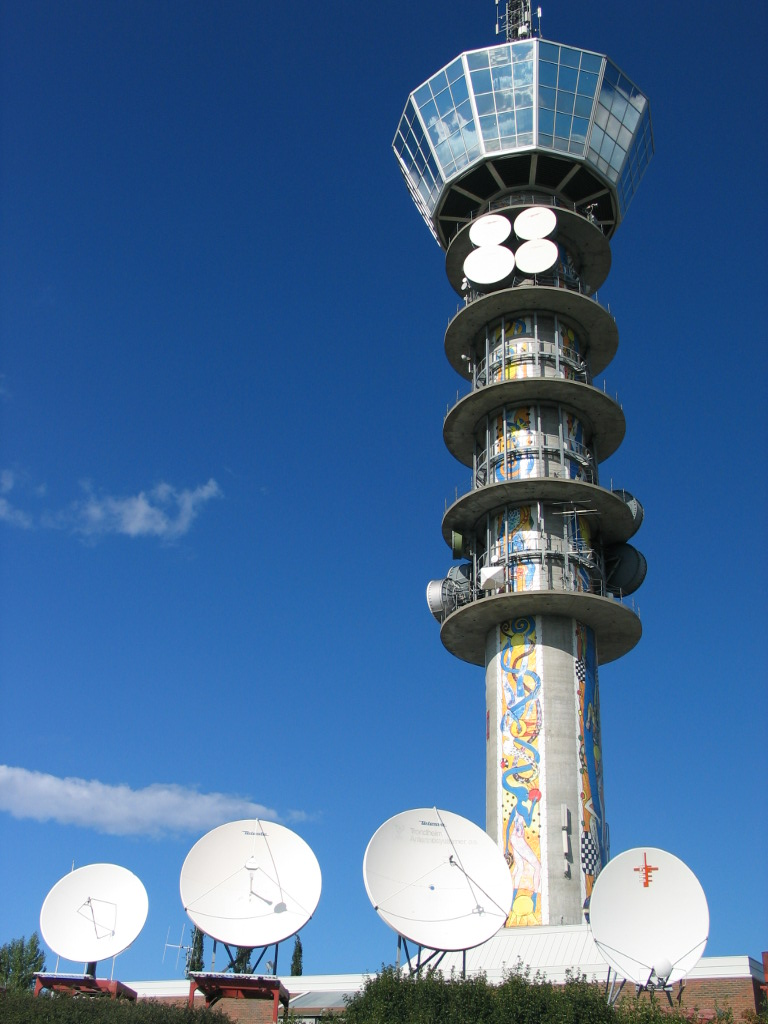
Torre de transmissão da NRK em Trondheim.

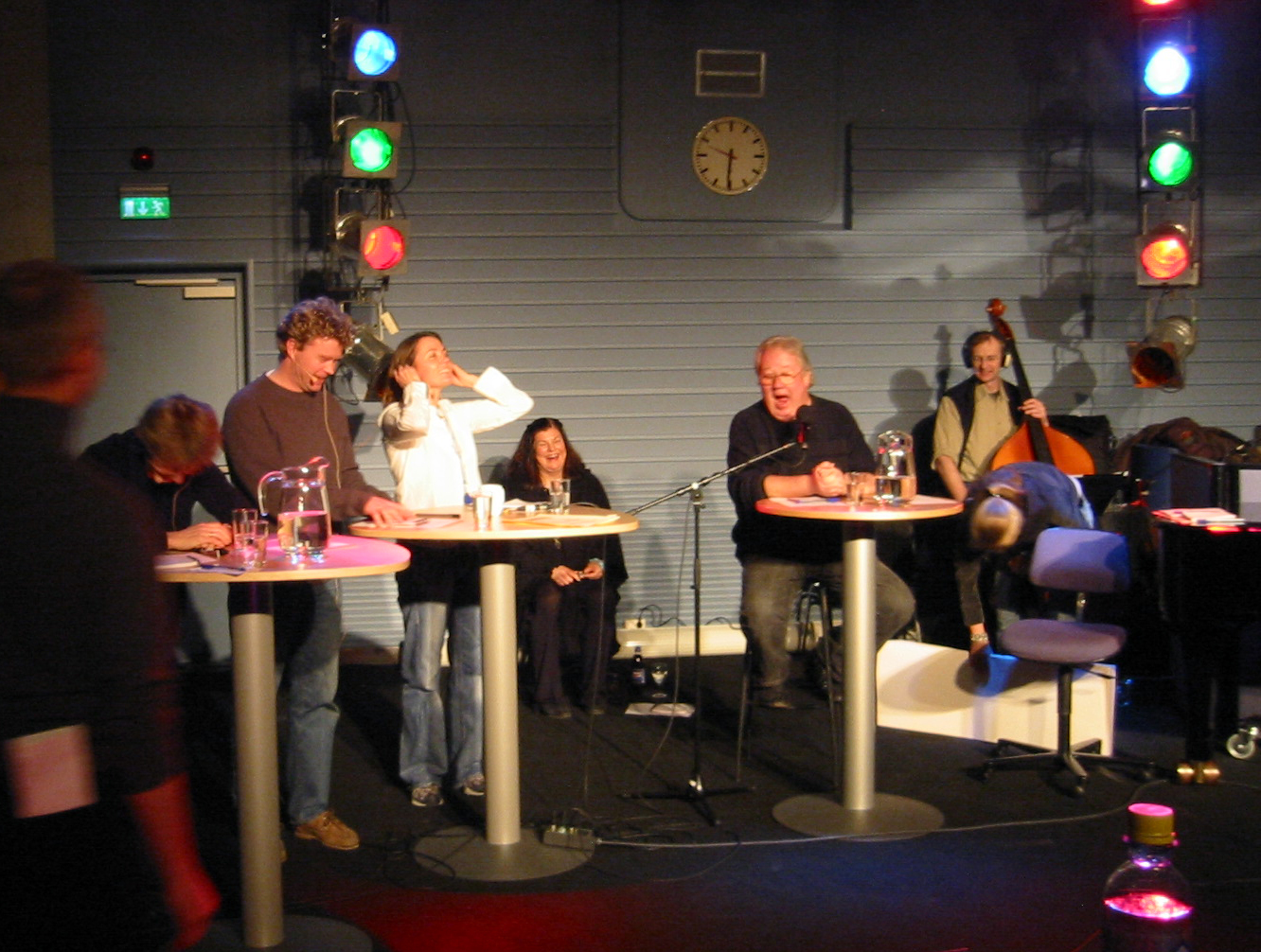
Knut Borge e convidados no programa «20 spørsmål» ("20 perguntas"), no Estúdio 19 da NRK, em Marienlyst.

A NRK foi a última das principais emissoras públicas europeias a introduzir uma segunda estação de rádio,[carece de fontes?] a NRK P2, começando oficialmente em 1984. Em 1993, a NRK lançou uma terceira estação de rádio, a NRK P3 voltada para jovens. Uma estação de música erudita, Alltid Klassisk (hoje chamada de NRK Klassisk), introduzida em 1995, foi a primeira do gênero a ser transmitida digitalmente usando transmissão de áudio digital (DAB). A estação de notícias 24 horas Alltid Nyheter começou em 1997, seguida por uma estação de rádio para jovens e adolescentes, NRK mP3, em 2000, que toca principalmente dance music.
Em 1996, um segundo canal de televisão, NRK2, foi lançado. O canal de televisão original é agora conhecido como NRK1. Em 3 de setembro de 2007, a NRK lançou seu terceiro canal: um canal para jovens chamado NRK3. Mais tarde naquele ano, em 1 de dezembro, a NRK lançou o seu quarto canal de televisão, o NRK Super, destinado a crianças. O NRK3 e NRK Super compartilham o mesmo canal, com o NRK Super transmitindo das 06:00 às 19:30 e o NRK3 das 19:30 às 06:00.
Em 1999, após o relançamento do site NRK Interaktiv como NRK.no, a NRK introduziu uma nova logomarca corporativa semelhante ao seu antecessor. A nova logomarca fez sua primeira aparição em uma vinheta em 2000, fazendo sua identificação aos canais de rádio e televisão da NRK.  Uma estação de rádio de música tradicional norueguesa, NRK Alltid folkemusikk (agora conhecida como "NRK Folkemusikk") foi lançada em 2004, em DAB e na Internet.

As transmissões internacionais de rádio da NRK, conhecidas como Utenlandssendingen, começaram em ondas curtas em 1948. Inicialmente transmitindo em língua norueguesa, os programas em inglês foram adicionados mais tarde. O serviço foi descontinuado em 1 de janeiro de 2002. Todas as atividades de radiodifusão da NRK em ondas curtas acabaram em 1 de janeiro de 2004. O transmissor de ondas médias da NRK em Kvitsøy em 1314 kHz costumava ser amplamente ouvido internacionalmente e era um dos sinais de DX transatlânticos mais comuns, alcançando inclusive o continente americano. A frequência transmitia uma mistura dos canais de rádio P1 e P2 da NRK e era chamada Europakanalen (Canal da Europa). No entanto, essas transmissões de ondas médias foram interrompidas em 1 de julho de 2006.[carece de fontes?]

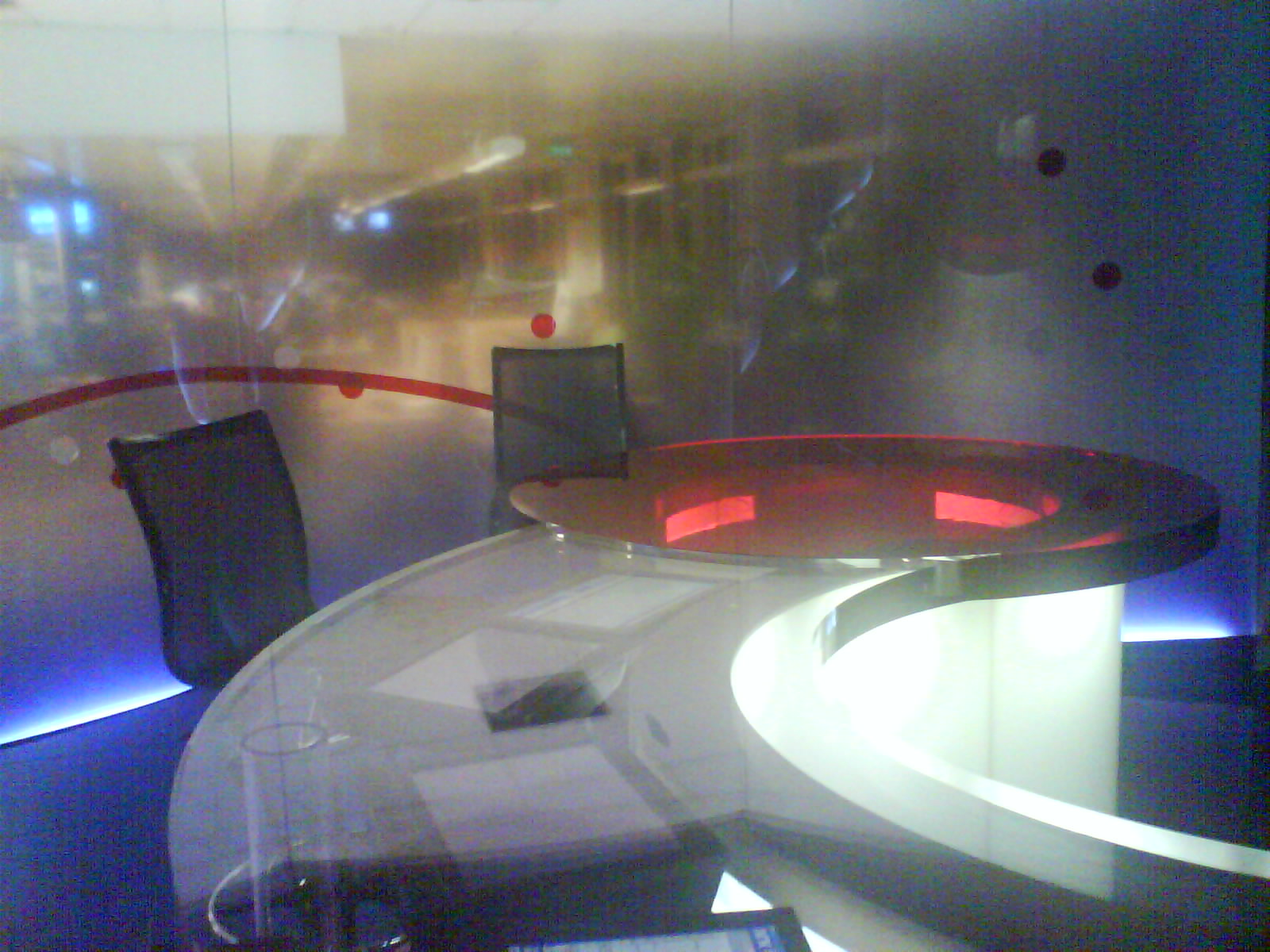
Estúdio 7 da NRK2, em Marienlyst.

Todas as estações de rádio da NRK e vários programas de televisão da NRK também estão disponíveis em seu website e em aplicativos móveis.

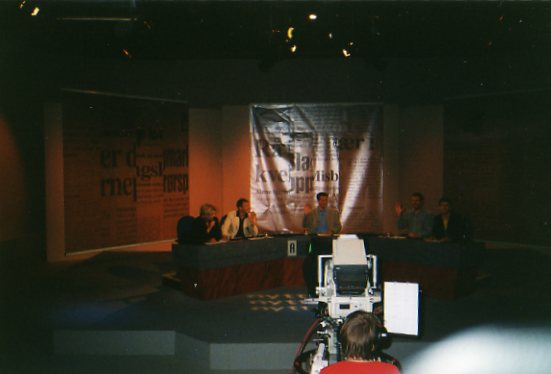
Gravação do programa Nytt på nytt.

Em 16 de abril de 2015, o Ministério da Cultura da Noruega anunciou sua intenção de desligar todos os transmissores em FM no país, com o primeiro transmissor previsto para ser desligado em 11 de janeiro de 2017, tornando a Noruega o primeiro país do mundo completar a transição para o rádio digital (DAB). De acordo com o Ministério da Cultura, a decisão foi justificada porque a transmissão por FM era oito vezes mais cara que a transmissão de áudio digital, e porque apenas cinco redes de rádio nacionais estão transmitindo em FM, comparadas às 42 estações de rádio digital que transmitem no país, com 22 estações transmitindo no último. Espera-se que a NRK Radio transite de FM para rádio digital antes que as estações de rádio comerciais o façam.
A NRK alega ter o programa de rádio mais antigo, Lørdagsbarnetimen (A Hora das Crianças no Sábado), transmitindo desde 20 de dezembro de 1924.[carece de fontes?]

### Organização
A diretoria (CEO) iniciou grandes mudanças organizacionais em 2008, com o objetivo de criar uma NRK mais ágil, ao mesmo tempo em que aderiu aos princípios do modelo de empresa produtora de radiodifusão introduzido em janeiro de 2001. Até janeiro de 2009, o número de divisões produtoras de programas foi reduzido de cinco para três, separaram-se mais ao longo das linhas geográficas do que funcionais e, ao mesmo tempo, simplificaram o comércio no mercado interno. As divisões produtoras de programas são:
- Marienlyst, englobando todas as instalações da NRK em Oslo.
- Distrikt, englobando todos os escritórios regionais e com sede em Trondheim.
- Sami, a unidade produtora de programas em língua lapônia situada em Karasjok.

Thor Gjermund Eriksen é diretor-geral da NRK desde 12 de março de 2013. Os diretores anteriores eram Olav Midttun (1934-1947, exceto durante a ocupação nazista), Kaare Fostervoll (1948-1962), Hans Jacob Ustvedt (1962– 1971), Torolf Elster (1972-1981), Bjartmar Gjerde (1981-1988), Einar Førde (1989-2001), John G. Bernander (2001-2007) e Hans-Tore Bjerkaas (2007-2012). Depois da Segunda Guerra Mundial, todos, exceto Hans-Tore Bjerkaas e John G. Bernander, participaram politicamente de partidos socialistas. O atual diretor-geral, Thor Gjermund Eriksen, veio do Partido da Esquerda Socialista, e se desfiliou do partido 4 dias antes da data de adesão ao cargo.[carece de fontes?]
O presidente do conselho é Birger Magnus, Marius Lillelien dirige o departamento de radiodifusão e o chefe do departamento de jornalismo é Marius Tetlie. Em 2017, a NRK empregou 3.419 pessoas e 266 funcionários temporários.

## Canais

### Televisão
| Logótipo | Canal     | Descrição | Fundação                        |
| -------- | --------- | --- | ------------------------------- |
|          | NRK1      | Principal canal, com programação com predominância nas notícias, dramaturgia, filmes, cultura, entretenimento, programas infantis, como também em programação regional. | 20 de agosto de 1960 (64 anos)  |
|          | NRK2      | Canal de notícias, transmite jornalismo, documentários, programas culturais e informação regional.                                                                      | 3 de setembro de 1996 (28 anos) |
|          | NRK3      | Canal para jovens adultos, com predominância em séries e também programas de música. Divide frequência com o NRK Super.                                                 | 3 de setembro de 2007 (17 anos) |
|          | NRK Super | Canal infantil, com predominância em séries e filmes. Divide frequência com o NRK3.                                                                                     | 1 de dezembro de 2007 (17 anos) |

### Rádio
| Logotipo | Estação            | Descrição | Canais                                                  | Fundação                        |
| -------- | ------------------ | --- | ------------------------------------------------------- | ------------------------------- |
|          | NRK P1             | Rádio com programação variada, transmite jornalismo, música pop, além de conteúdos voltados à cultura e entretenimento. Inclui programação regional durante 24,5 horas por semana, produzida pelas emissoras regionais da NRK. | DAB e Streaming                                         | 1933 (92 anos)                  |
|          | NRK P2             | Rádio cultural, com a sua programação baseada em música clássica, programas culturais, notícias, assuntos atuais, debates, cultura, ciência e sociedade.                                                                       | DAB e Streaming                                         | 1 de setembro de 1984 (40 anos) |
|          | NRK P3             | Rádio dedicada ao público jovem e às novas tendências da música. Possui uma programação baseada fortemente em música rock, pop-rock, rap e R&B, mas também em desporto, humor, entretenimento e jogos.                         | DAB e Streaming                                         | 2 de outubro de 1993 (31 anos)  |
|          | NRK mP3            | Rádio que se concentra na divulgação de música urbana, pop e dance. | FM (somente em algumas partes do país), DAB e Streaming | 31 de julho de 2000 (24 anos)   |
|          | NRK Alltid nyheter | Rádio voltada ao jornalismo. Transmite programação nacional e internacional, transmitindo colunas temáticas sobre política, economia e esportes. A emissora também retransmite parte da programação da BBC World Service.      | FM (somente em algumas partes do país), DAB e Streaming | 14 de abril de 1997 (27 anos)   |
|          | NRK Super          | Rádio dedicada à transmissão de conteúdos para crianças. | DAB e Streaming                                         | 21 de maio de 2006 (18 anos)    |
|          | NRK P1+            | Rádio dirigida a um público adulto. | DAB e Streaming                                         | 2 de outubro de 2013 (11 anos)  |
|          | NRK P13            | Rádio dedicada ao entretenimento. | DAB e Streaming                                         | 28 de janeiro de 2014 (11 anos) |
|          | NRK Sápmi          | Rádio generalista em lapão, com programação baseada em conteúdos generalistas, com forte incisão na informação, dramaturgia e entretenimento.                                                                                  | FM (somente em algumas partes do país), DAB e Streaming | 1946 (79 anos)                  |
|          | NRK Sport          | Rádio dedicada a esportes. | Streaming                                               |                                 |
|          | NRK Folkemusikk    | Rádio que se concentra na divulgação de música tradicional e folclórica da Noruega, além da world music. | DAB e Streaming                                         | 7 de dezembro de 2004 (20 anos) |
|          | NRK Jazz           | Rádio que se concentra na divulgação do jazz. | DAB e Streaming                                         | 2 de julho de 2007 (17 anos)    |
|          | NRK Klassisk       | Rádio que transmite música clássica e erudita, 24 horas por dia. | FM (somente em algumas partes do país), DAB e Streaming | 1 de julho de 1995 (29 anos)    |

### Transmissão regional
A NRK tem 12 escritórios e emissoras regionais em toda a Noruega. Cada escritório tem suas próprias transmissões na televisão (pela NRK1) e no rádio (pela NRK P1), bem como em seus próprios sites de notícias na internet. Eles também contribuem com a cobertura de notícias para os noticiários nacionais. A sede da NRK está em Marienlyst, em Oslo, e Tyholt, em Trondheim.[carece de fontes?]

### Internet
O website oficial, nrk.no, tem uma forte presença on-line apoiando seus programas de TV e rádio e iniciativas apenas na web desde 1996. O desenvolvimento começou em 1995.[carece de fontes?]